# 九州派
九州派（きゅうしゅうは）は、1950年代～1960年代に活動した日本の前衛芸術グループ。

## 概要
1956年11月に福岡県庁西側大通りの壁面（約300メートル）を使った「ペルソナ展」を行ったメンバーにより、桜井孝身、オチオサム、働正、菊畑茂久馬の4人を中心に据えて、翌1957年に福岡市で結成された。
1957年の読売アンデパンダン展に参加し、その理念を九州に持ち帰った。同年7月に「西日本美術展出品者大会」、8月に「グループQ十八人展」、11月に「第二回九州派街頭展」など、主に地元の福岡市を中心に活動した。
1958年の読売アンデパンダン展では出品を拒否され、同年8月に自ら八幡美術工芸館（現・北九州市立八幡市民会館 美術展示室）で「第一回全九州アンデパンダン展」を主催。針生一郎らを招き「出品者懇談会」を行った。
1959年5月、西日本新聞社講堂で「第二回全九州アンデパンダン展」を主催。公募団体から200人弱の芸術家が九州派になだれこみ、翌1960年まで、グループ展や個展が活発に続き、「北九州アンデパンダン展」、「久留米アンデパンダン展」なども行われた。
1960年にはオチオサム、菊畑茂久馬、山内重太郎が脱退し、洞窟派を立ち上げたが、翌1961年に九州派に復帰。
1961年4月に東京国立近代美術館での「現代美術の実験展」にオチオサム、菊畑茂久馬の作品が選ばれたことで、九州派は自らの解散決議を行い、その可決によって解散したはずだったが、1ヵ月後に復活。翌1962年9月に美目画廊で九州派展を主催、同年11月に「英雄たちの大集会」を行い、その活動を終えた。
三池闘争と朝鮮戦争に刺激を受けて、ある種の熱気を持った九州に生まれたこのグループは、労働戦線の人間と彼らをとりまく文学者と多く交流を持ち、その枠組みの中で「反東京」「反芸術」を含む組織論や表現論を生活原理の上で査証しようと試みたグループだった。
1988年に福岡市美術館学芸員の黒田雷児が回顧展を手がけ、再び注目されるようになった。

## 参加作家
| - 石橋泰幸 - 大黒愛子 - 大山右一 - オチオサム - 小幡英資 - 尾花成春 - 尾張猛 - 片江政敏 - 川上省三 - 木下新 - 菊畑茂久馬 - 黒木燿治 - クワトリ・ミノル | - 斎藤秀三郎 - 桜井孝身 - 麿墨静量 - 谷口利夫 - 田部光子 - 寺田健一郎 - 働正 - 舟木富治 - 俣野衛 - 宮崎凖之助 - 八柄雄高 - 山内重太郎 - 米倉徳 |  |